# Daniel Thieben
Daniel Thieben (* 18. September 1993 in Buchholz in der Nordheide) ist ein deutscher Baseballspieler.
Im September 2011 gewann er mit den Regensburg Legionären die deutsche Baseball-Meisterschaft. Außerdem nahm er mit der Deutschen Baseballnationalmannschaft an der Weltmeisterschaft 2011 teil. Am 2. November 2011 unterschrieb Daniel Thieben bei den Seattle Mariners einen über sieben Jahre laufenden Vertrag. 2012 unterstützte er die deutsche Nationalmannschaft beim Qualifikationsturnier zum World Baseball Classic 2013.